# Privolško federalno okrožje
Privolško federalno okrožje (rusko Приво́лжский федера́льный о́круг, latinizirano: Privolžski federal'nyj okrug) je federalno okrožje v Rusiji in s tem ena izmed upravnih enot najvišje ravni po federalni strukturi Rusije. Upravni sedež in največje mesto je Nižni Novgorod. Drugi največji mesti v okrožju sta Kazan in Samara.

## Podenote
V okrožju je 14 federalnih subjektov.
| Volga Federal District | Volga Federal District | Volga Federal District | Volga Federal District | Volga Federal District | Volga Federal District | Volga Federal District | Volga Federal District    |
| #                      | Zastava                | Grb                    | Federalni subjekt      | Površina v km2         | Prebivalstvo           | Upravno središče       | Zemljevid upravne delitve |
| ---------------------- | ---------------------- | ---------------------- | ---------------------- | ---------------------- | ---------------------- | ---------------------- | ------------------------- |
| 1                      |                        |                        | Baškortostan           | 143.600                | 4.091.423              | Ufa                    |                           |
| 2                      |                        |                        | Kirovska oblast        | 120.800                | 1.153.680              | Kirov                  |                           |
| 3                      |                        |                        | Marij El               | 23.200                 | 677.097                | Joškar-Ola             |                           |
| 4                      |                        |                        | Mordvinija             | 26.200                 | 783.552                | Saransk                |                           |
| 5                      |                        |                        | Niženovgorodska oblast | 76.900                 | 3.119.115              | Nižni Novgorod         |                           |
| 6                      |                        |                        | Orenburška oblast      | 124.000                | 1.862.767              | Orenburg               |                           |
| 7                      |                        |                        | Penzenska oblast       | 43.200                 | 1.266.348              | Penza                  |                           |
| 8                      |                        |                        | Permski okraj          | 160.600                | 2.532.405              | Perm                   |                           |
| 9                      |                        |                        | Samarska oblast        | 53.600                 | 3.172.925              | Samara                 |                           |
| 10                     |                        |                        | Saratovska oblast      | 100.200                | 2.442.575              | Saratov                |                           |
| 11                     |                        |                        | Tatarstan              | 68.000                 | 4.004.809              | Kazan                  |                           |
| 12                     |                        |                        | Udmurtija              | 42.100                 | 1.452.914              | Iževsk                 |                           |
| 13                     |                        |                        | Uljanovska oblast      | 37.300                 | 1.196.745              | Uljanovsk              |                           |
| 14                     |                        |                        | Čuvašija               | 18.300                 | 1.186.909              | Čeboksari              |                           |